# Szent Gellért-szobor
Szent Gellért püspök szobra egy köztéri emlékmű, amely Budapest I. és XI. kerületének határán, a budai oldalon, a Gellért-hegy oldalában helyezkedik el, körülbelül 40 méteres magasságban. A kompozíció két alakból áll: a központi figura Szent Gellért püspök 7 méter magas bronzszobra, amelyet Jankovits Gyula készített, míg a kőbe faragott mellékalak a megtérített pogány magyar vitézt ábrázolja, Gárdos Aladár munkája. A szoboregyüttest félköríves „csarnok”, árkádos épület veszi körül, a kompozíciót Francsek Imre építész tervezte. Az összképet vízesés teszi teljessé.

## Története
A Gellért-szobrot régi Erzsébet híd átadását követően, 1904-ben készítette el Jankovits Gyula, a szent jobbjában ég felé emelt kereszttel, bal kezét szívén tartva szónokolva, lábánál a megtért vitéz kőből faragott szobrával. A szoborkompozíciót arra a helyre tervezték, ahol Gellért püspök vértanúhalált halt a pogány Vata-féle lázadás alatt. A szobor egyike az I. Ferenc József magyar király által adományozott tíz szobornak. Eredetileg háromméteresre terveztek, ezt később növelték meg hét méterre, hogy jobban elkülönüljön a hegy hátterétől. A szobor az 1901–1902-ben épült díszes lépcsősoron közelíthető meg az Erzsébet híd és a Hegyalja út irányából.

## Források

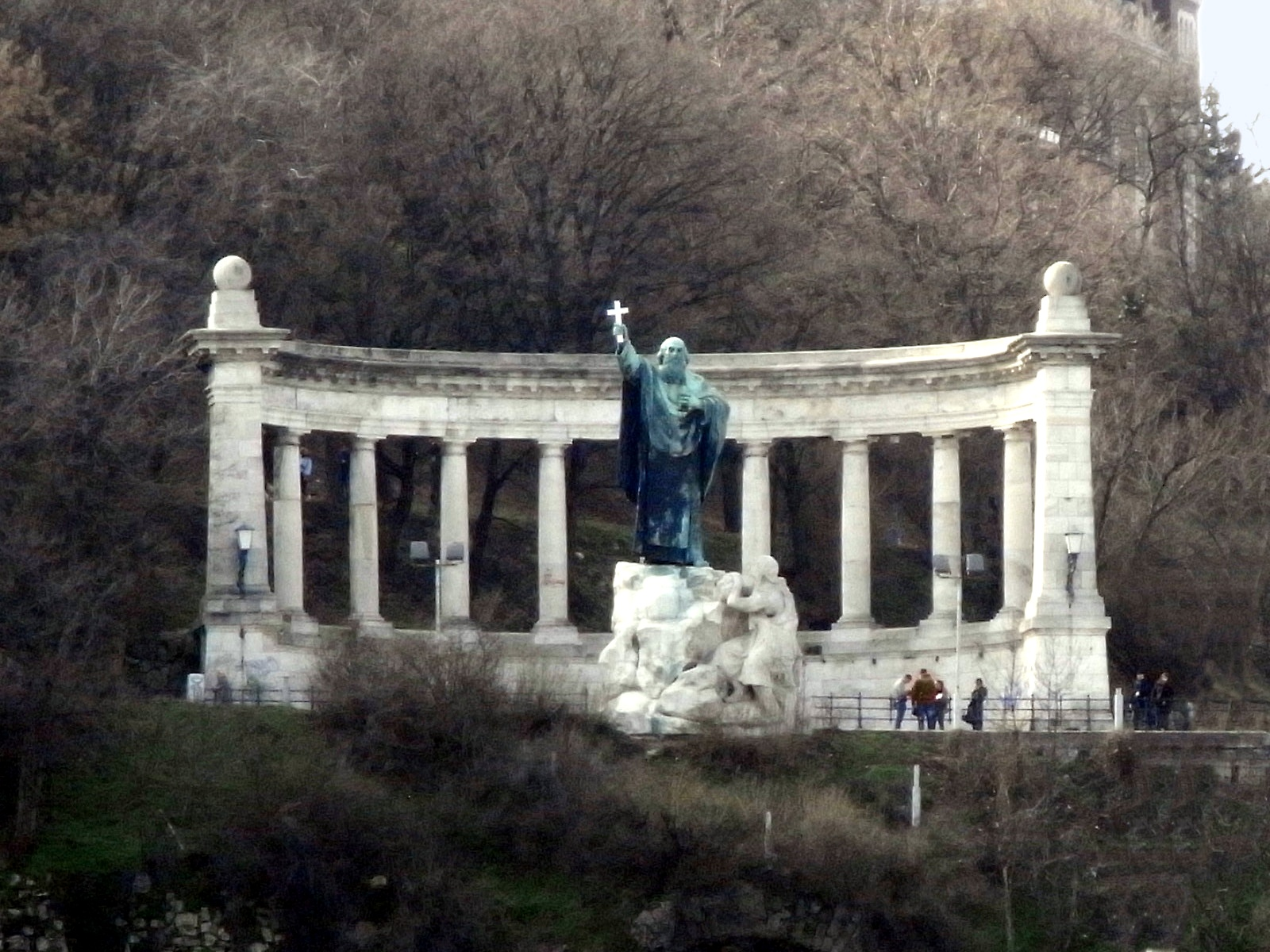
A szoboregyüttes a félköríves árkáddal

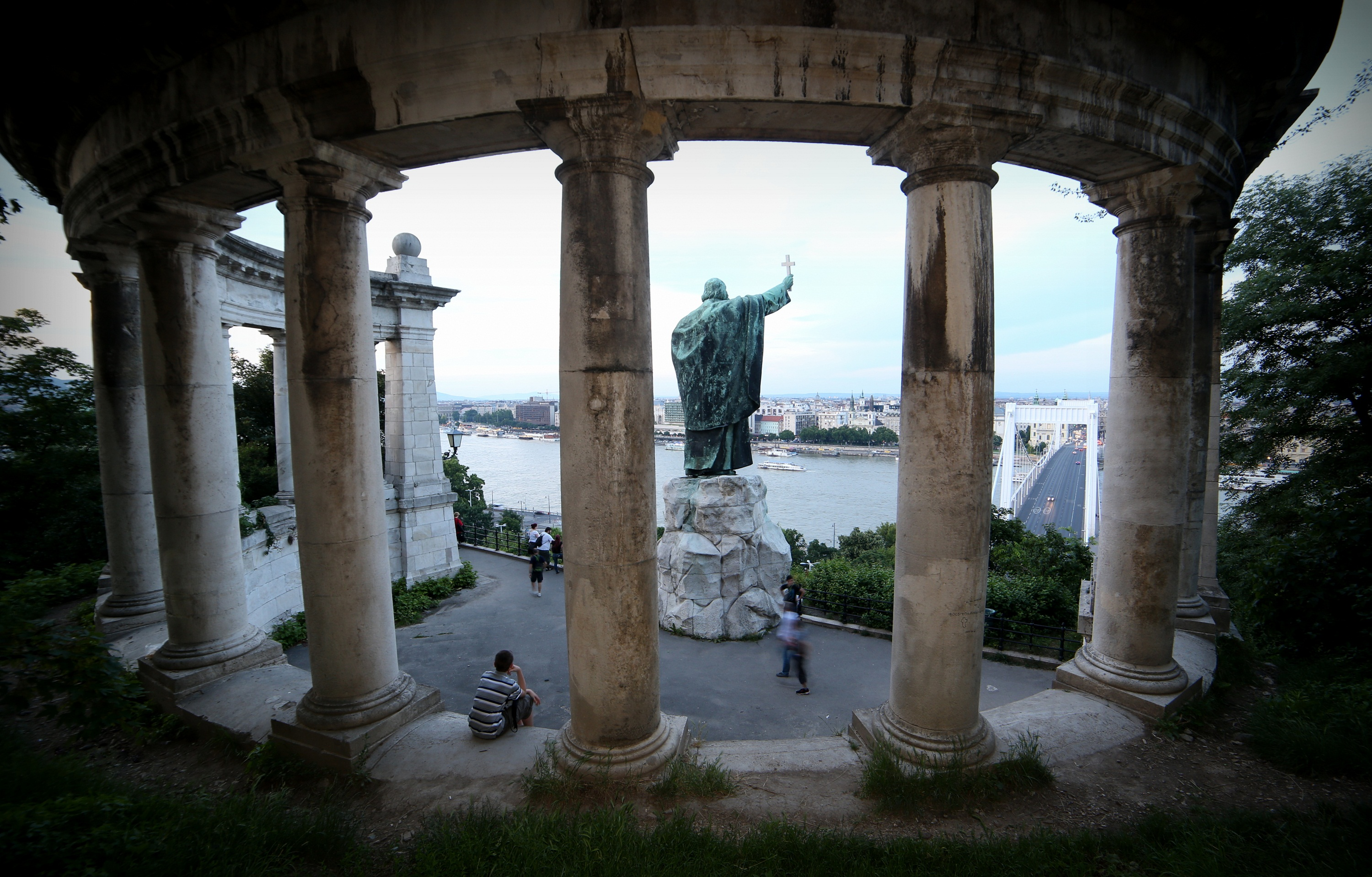
A szobor pesti panorámával

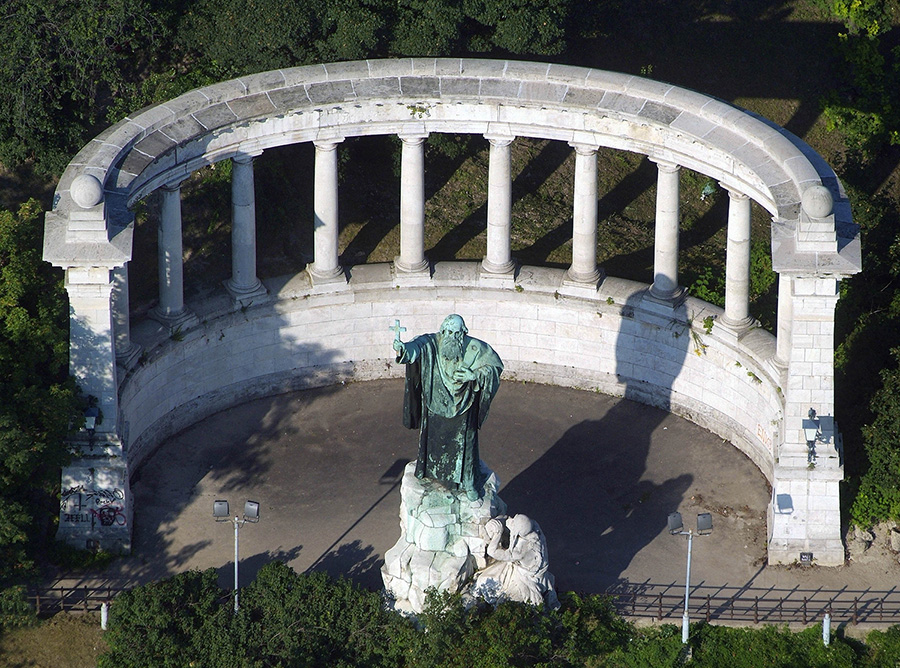
Légi felvételen